# 농지개량조합연합회
농지개량조합연합회(農地改良組合聯合會, Federation of Farmland Improvement Associations, FFIA)는 토지개량조합연합회가 농업진흥공사로 개편되면서 농지개량조합의 연합체가 1970년에 없어짐에 따라 일부 농지개량조합들이 1971년 9월 28일 사단법인 농지개량조합협회를 설립하였으며, 1973년 9월 24일 농지개량조합연합회로 개칭하였다. 그 후에 농촌근대화촉진법의 개정에 따라 1978년 4월 24일 공법인인 농지개량조합연합회로 설립되고, 농지개량조합 연합체의 역할과 경지정리, 배수개선 등의 사업을 시행하였으며, 환지전문기관으로 활동하여 오다가 2001년 1월 1일에 농업기반공사로 통합되었다.